# Chalcides pseudostriatus
El eslizón tridáctilo del Atlas (Chalcides pseudostriatus)  es una especie de lagarto de la familia Scincidae. 

## Descripción
Especie de mayor tamaño que las demás del género Chalcides, tiene un área de distribución que incluye el Gran Atlas, la mayor parte del Atlas Medio, el litoral atlántico marroquí, el valle del río Zebú y la mitad occidental del Rif incluida la península Tingitana.
En España, habita en Ceuta, encontrándose en todas las zonas de alta cobertura herbácea y en zonas de cultivos abandonados, especialmente abundante en los alrededores de la presa del Renegado.